# Plumarella aculeata
Plumarella aculeata is een zachte koraalsoort uit de familie Primnoidae. De koraalsoort komt uit het geslacht Plumarella. Plumarella aculeata werd in 2004 voor het eerst wetenschappelijk beschreven door Cairns & Bayer. 